# Basissatz von Burnside
Der Basissatz von Burnside ist ein Resultat aus der Gruppentheorie. Er besagt, dass in einer endlichen p-Gruppe alle nichtverkürzbaren Erzeugendensysteme gleich viele Elemente enthalten. Die Anzahl d der Elemente in einem nichtverkürzbaren Erzeugendensystem ist dabei die Dimension der Faktorgruppe nach der Frattinigruppe. Da diese Faktorgruppe elementarabelsch ist, kann sie als Vektorraum über dem Körper mit p Elementen aufgefasst werden und hat daher eine Dimension d als Vektorraum; ihre Kardinalität ist dann gleich pd. Der Basissatz von Burnside sagt außerdem aus, dass jedes Gruppenelement, das nicht in der Frattinigruppe liegt, in einem nichtverkürzbaren Erzeugendensystem enthalten ist.